# 南美尖尾無鬚鱈
南美尖尾無鬚鱈，為輻鰭魚綱鱈形目無鬚鱈科的其中一種，分布於東南太平洋智利及西南大西洋阿根廷海域，為亞熱帶海水魚，深度30-500公尺，體長可達115公分，棲息在大陸棚底中層水域，成群活動，會進行洄游，屬肉食性，以其他魚類、頭足類、片腳類等為食，生活習性不明，為高經濟價值的食用魚。